# Батејвија (Њујорк)
Батејвија (енгл. Batavia) град је у америчкој савезној држави Њујорк. По попису становништва из 2010. у њему је живело 15.465 становника.

## Демографија
Према попису становништва из 2010. у граду је живело 15.465 становника, што је 791 (4,9%) становника мање него 2000. године.
| Група             | 2000.          | 2010.          |
| Белци             | 14.517 (89,3%) | 13.601 (87,9%) |
| Афроамериканци    | 883 (5,4%)     | 837 (5,4%)     |
| Азијати           | 142 (0,9%)     | 126 (0,8%)     |
| Хиспаноамериканци | 399 (2,5%)     | 466 (3,0%)     |
| Укупно            | 16.256         | 15.465         |